# Charles Lamoureux
Charles Lamoureux (Bordeaux, 21 settembre 1834 – Parigi, 21 dicembre 1899) è stato un direttore d'orchestra e violinista francese.

## Biografia
Nacque a Bordeaux, figlio di Pierre Lamoureux, proprietario di un caffè, e Marguerite Barbe, originaria di Pujols-sur-Ciron.
Studiò violino nella classe di Narcisse Girard al Conservatorio di Parigi, dove ottenne il premier prix nel 1854. Terminati gli studi diventò primo violino dell'orchestra dell'Opéra de Paris, posizione che mantenne fino al 1859.
Nel 1860 fu uno dei fondatori di una società concertistica dedicata alla musica per quartetto d'archi, le Séances Populaires de Musique de Chambre. Alla guida del Quartetto Lamoureux (con Edouard Colonne secondo violino, Pierre Adam alla viola e Louis-Marie Pilet al violoncello) si dedicò attivamente alla diffusione del repertorio romantico tedesco, che approfondì successivamente anche suonando ai Concerts Populaires. Nello stesso anno sposò Marie-Pauline Mussot (1839-1876), figlia di un ricco produttore di dentifrici: dal matrimonio nacque Marguerite Lamoureux, che nel 1888 sposò il compositore Camille Chevillard.
Nel 1872 fu nominato secondo direttore dell'Orchestre de la Société des Concerts du Conservatoire, incarico che mantenne fino al 1877.
In seguito a viaggi in Inghilterra e Germania, divenne amico dei direttori Ferdinand Hiller e Michael Costa, dei quali ammirò in particolare le grandiose esecuzioni degli oratori. Essendo l'oratorio un genere caduto in disuso in Francia, Lamoureux vi intravide intelligentemente l'occasione per ritagliarsi una posizione di rilievo nel panorama nazionale. Ispirandosi al format della Sacred Harmonic Society di Londra, fu promotore e fondatore a Parigi della Société de l'Harmonie Sacrée, di cui sostenne le attività anche dal punto di vista finanziario (con il matrimonio si era infatti assicurato un notevole patrimonio). Fu così che, nel 1873, Lamoureux diresse la première parigina del Messiah al Cirque des Champs-Élysées. Diresse inoltre con enorme successo rappresentazioni di altre opere sacre significative come la Passione secondo Matteo di Bach, Judas Maccabaeus di Händel, il mottetto Gallia di Gounod e l'oratorio Ève di Massenet.
Forte del successo della Société de l'Harmonie Sacrée e riconosciuto ormai come eccellente direttore d'orchestra, Lamoureux ricevette incarichi dall'Opéra-Comique (nel 1875-1876) e nuovamente dall'Opéra (dal 1877 al 1879), dove subentrò a Édouard Deldevez come direttore principale.

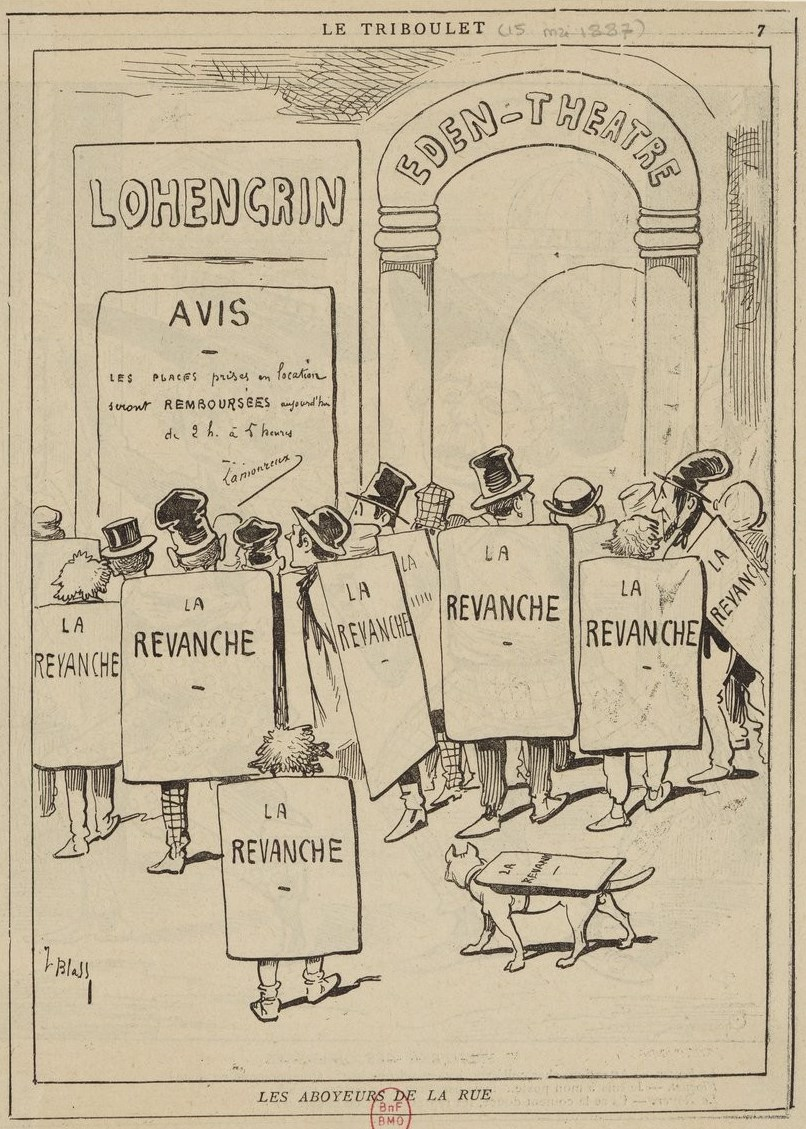
Vignetta satirica sulle contestazioni in occasione della rappresentazione del Lohengrin (J. Blass, Le Triboulet, 15 maggio 1887).

Nel 1881 firmò un contratto con il Nouveau-Théâtre per organizzare e dirigere concerti sinfonici con cadenza settimanale: rimase alla guida della Société des Nouveaux-Concerts (che divenne presto nota come Orchestre Lamoureux) fino al 1897. In tal veste Lamoureux contribuì significativamente a diffondere nella capitale francese la musica di Wagner, di cui fu appassionato fautore, giocando in tal senso un ruolo cruciale nell'evoluzione del linguaggio della musica francese, influenzando compositori e intellettuali come Claude Debussy e Stephane Mallarmé. Nel 1887 Lamoureux diresse la prima francese del Lohengrin al Théâtre de l'Éden, scatenando una veemente insurrezione dei nazionalisti, che ravvisarono nella rappresentazione un atto antipatriottico.
Lamoureux non trascurò comunque anche i compositori francesi suoi contemporanei, dirigendo importanti prime assolute di brani di Vincent d'Indy (Saugefleurie, 1885, Le Chant de la cloche, 1886), Ernest Chausson (Viviane, 1888), Fauré (Pavane, 1888) e Chabrier (España, 1883), e gli altri compositori tedeschi dell'epoca. Diresse le prime esecuzioni francesi del Don Juan di Richard Strauss (1891) e della Sinfonia n. 3 e del Concerto per violino e orchestra di Brahms (rispettivamente nel 1893 e 1894). Per quanto riguarda il repertorio romantico tedesco contribuì, come Jules Pasdeloup, a rendere popolari le sinfonie di Beethoven, Mendelssohn e Schumann. 
Nel 1889 partecipò con la sua orchestra all'Esposizione Universale di Parigi e contribuì in maniera decisiva al lancio internazionale del violoncellista Pablo Casals (invitandolo a suonare come solista sotto la sua direzione i concerti di Lalo e Saint-Saëns).
Nel 1893 compì una tournée in Russia, e dal 1895 si esibì più volte con la sua orchestra a Londra alla Queen's Hall, dove in un'occasione condivise il palcoscenico con Henry Wood. A questo punto della sua carriera la sua fama era indiscussa e la sua autorità inattaccabile.
Nel 1897 Lamoureux lasciò la guida della sua orchestra al cognato (il già citato Camille Chevillard), che gli succedette fino al 1923. All'epoca del suo ritiro l'Orchestre Lamoureux era ormai una delle più rinomate orchestre sinfoniche francesi, diventando all'inizio del XX secolo un vero punto di riferimento per le prime assolute di compositori francesi quali Debussy, Ravel, Dukas e le prime nazionali di numerosi lavori di Mahler, Elgar e Strauss.
Il suo ultimo atto fu, nel 1899, un'ulteriore dimostrazione del suo sostegno alla musica wagneriana: organizzò e diresse la prima parigina di Tristano e Isotta, che ebbe luogo il 28 ottobre. Colto da un malore dopo una delle rappresentazioni, morì dopo pochi giorni.
Charles Lamoureux è sepolto a Parigi nel cimitero di Montmartre, dove riposa nella tomba di famiglia.